# نادي ميدلزبره
نادي ميدلزبره لكرة القدم (بالإنجليزية: Middlesbrough Football Club)‏ هو نادٍ إنجليزي اشتهر بلقب البورو وتأسس عام 1876 في مدينة ميدلزبره شمال شرق إنجلترا على يد مجموعة من أعضاء نادي ميدلزبره للكريكت الذين كانوا يريدون الحفاظ على لياقتهم خلال فصل الشتاء.

## تشكيلة الفريق

### التشكيلة الحالية
آخر تحديث في 20 سبتمبر 2016.

ملاحظة: تشير الأعلام إلى المنتخب الوطني على النحو المحدد في قواعد الأهلية للفيفا. قد يحمل اللاعبون أكثر من جنسية واحدة غير تابعة للفيفا.
| الرقم | البلد            | المركز | اللاعب                                 |
| ----- | ---------------- | ------ | -------------------------------------- |
| 1     | اليونان          | حارس   | ديميتريوس كونستانتوبولوس               |
| 2     | البرازيل         | مدافع  | فابيو بيريرا دا سيلفا                  |
| 3     | إنجلترا          | مدافع  | جورج فريند (نائب القائد)               |
| 4     | إسبانيا          | مدافع  | دانييل سانتشيز أيالا                   |
| 5     | كولومبيا         | مدافع  | برناردو إسبينوسا                       |
| 6     | إنجلترا          | مدافع  | بن جيبسون                              |
| 7     | إنجلترا          | وسط    | جرانت ليدبيتر                          |
| 8     | إنجلترا          | وسط    | آدم كلايتون                            |
| 9     | إسكتلندا         | مهاجم  | جوردان رودس                            |
| 10    | إسبانيا          | مهاجم  | ألفارو نيغريدو (إعارة من نادي فالنسيا) |
| 11    | الدنمارك         | مهاجم  | فيكتور فيشر                            |
| 12    | الولايات المتحدة | حارس   | براد غوزان                             |
| 13    | إسبانيا          | حارس   | توماس ميخياس                           |
| 14    | هولندا           | وسط    | مارتن دي رون                           |

| الرقم | البلد            | المركز | اللاعب                                |
| ----- | ---------------- | ------ | ------------------------------------- |
| 16    | الأوروغواي       | وسط    | كارلوس دي بينا                        |
| 17    | إسبانيا          | مدافع  | أنطونيو باراغان                       |
| 18    | الأوروغواي       | مهاجم  | كريستيان ستواني                       |
| 19    | إنجلترا          | وسط    | ستيوارت داونينغ                       |
| 21    | الأوروغواي       | وسط    | جاستون راميريز                        |
| 23    | بلجيكا           | وسط    | جوليان دي سارت                        |
| 24    | غينيا الاستوائية | مدافع  | إيميليو إنسوي                         |
| 25    | إنجلترا          | مدافع  | كالوم تشامبيرس (إعارة من نادي أرسنال) |
| 26    | إسبانيا          | حارس   | فيكتور فالديز                         |
| 34    | إنجلترا          | وسط    | آدم فورشاو                            |
| 35    | إنجلترا          | مهاجم  | ديفيد نوغينت                          |
| 37    | إسبانيا          | مهاجم  | أداما تراوري                          |
| 40    | إنجلترا          | مدافع  | جيمس هاسباند                          |

### المعارون
ملاحظة: تشير الأعلام إلى المنتخب الوطني على النحو المحدد في قواعد الأهلية للفيفا. قد يحمل اللاعبون أكثر من جنسية واحدة غير تابعة للفيفا.
| الرقم | البلد   | المركز | اللاعب                                     |
| ----- | ------- | ------ | ------------------------------------------ |
|       | إنجلترا | حارس   | كونور ريبلي (إلى نادي أولدهام أتلتيك)      |
|       | إنجلترا | مدافع  | أليكس بابتيست (إلى نادي بريستون نورث إيند) |
|       | إنجلترا | مدافع  | دايل فراي (إلى نادي روتردام يونايتد)       |

## وصلات خارجية
- الموقع الرسمي